# Belconnen United Football Club
O Belconnen United Football Club é um clube semi-profissional de futebol com sede em Belconnen, ACT, Austrália. A equipe compete na National Premier Leagues.

## História
O clube foi fundado em 1970.